# Manuel (nombre)
Manuel es un nombre de pila masculino. Es la variante en español del nombre hebreo Emanuel (עִמָּנוּאֵל, ʻImmānûʼēl), que significa ‘Dios está con nosotros’.

## Santoral
- 1 de enero.
- Corpus Christi: Debido al origen del nombre se acostumbra celebrar san Manuel el día de Corpus Christi.
- 17 de junio.

## Variantes del nombre Manuel
- Masculino: Manu, Mane, Emanuel, Manolo, Manolito, Manolín, Nusa, Lele, Lolo.
- Femenino: Manuela, Manola, Loli, Lele, Emma.

### Variantes en otros idiomas
| Variantes en otras lenguas | Variantes en otras lenguas                                                                        |
| -------------------------- | ------------------------------------------------------------------------------------------------- |
| Español                    | Manuel, Emanuel, Emmanuel,                                                                        |
| Afrikáans                  | Manuel, Immanuel                                                                                  |
| Alemán                     | Manuel, Emanuel, Immanuel                                                                         |
| Amhárico                   | አማኑኤል (āmanu’ēli)                                                                                 |
| Árabe                      | عمانوئيل (Immano’el, Manuil)                                                                      |
| Arameo                     | ܥܲܡܲܢܘܼܐܹܝܠ ,ܥܰܡܰܢܽܘܐܶܝܠ (ˁammanūˀēl)                                                                     |
| Armenio                    | Էմանուել (Emmanuel, Manuel)                                                                       |
| Asturiano                  | Manuel, Nel, Mel                                                                                  |
| Aimara                     | Emanuel                                                                                           |
| Cántabro                   | Nel, Mel, Maiel                                                                                   |
| Birmano                    | ဧမာနွေလဟု (Imannwel)                                                                                  |
| Camboyano                  | អេម៉ា‌ញូ‌អែល (Immanuel)                                                                                  |
| Catalán                    | Manel, Nel                                                                                        |
| Checo                      | Manuel, Emanuel                                                                                   |
| Chino                      | 曼努埃尔 (Màn nǔ āi ěr)                                                                           |
| Coreano                    | 엠마누엘 (Emmanuel)                                                                               |
| Danés                      | Emanuel                                                                                           |
| Esperanto                  | Emanuel                                                                                           |
| Filipino                   | Emmanuel                                                                                          |
| Euskera                    | Imanol/Mañel                                                                                      |
| Finlandés                  | Emmanuel                                                                                          |
| Francés                    | Manuel, Emmanuel                                                                                  |
| Gallego                    | Manoel                                                                                            |
| Georgiano                  | ემანუელ (Emmanuel)                                                                                |
| Griego                     | Εμμανουήλ (Emanuíl), Μανόλioς (Manolios), Μανόλης (Manólis), Μάνος (Mános), Μανολάκης (Manolákis) |
| Guyaratí                   | ઈમ્માનુએલ (Īm'mānu'ēla)                                                                              |
| Hebreo                     | עִמָּנוּאֵל (ʻImmānûʼēl)                                                                               |
| Hindi                      | इम्मानुएल (Im'mānu'ēla)                                                                              |
| Húngaro                    | Emánuel                                                                                           |
| Ikwo                       | Imánuwẹlu                                                                                         |
| Inglés                     | Manuel, Emmanuel, Mel, Manny                                                                      |
| Irlandés                   | Emanuél                                                                                           |
| Islandés                   | Emanuel                                                                                           |
| Italiano                   | Manuele, Emanuele, Manuel                                                                         |
| Japonés                    | マヌエル (Manueru)                                                                                |
| Judeoespañol               | עמנואל (emanuel)                                                                                  |
| Kariña                     | Emmanuël                                                                                          |
| latín                      | Emmanuel                                                                                          |
| Letón                      | Emanuels, Imanuēls                                                                                |
| Lituano                    | Emanuelis, Emanueliu                                                                              |
| Maldivo                    | އެއްމަނުއެލް (‘Ēmmanu‘el)                                                                               |
| Maltés                     | Manwel                                                                                            |
| Maorí                      | Emanuera                                                                                          |
| Náhuatl                    | Emanuel                                                                                           |
| Neerlandés                 | Emanuel                                                                                           |
| Noni                       | Ɛmanwɛl                                                                                           |
| Noruego                    | Emanuel, Manuel                                                                                   |
| Ojibwa                     | ᐃᒫᓂᔪᐁᓬ (Imaaniyo'el)                                                                              |
| Oriya                      | ଇମ୍ମାନୁୟେଲ (Immānuẏēla)                                                                               |
| Otomí                      | Manul                                                                                             |
| Polaco                     | Emanuel                                                                                           |
| Portugués                  | Manoel, Manuel                                                                                    |
| Rumano                     | Emanuel                                                                                           |
| Ruso                       | Эммануил (Emmanuil)                                                                               |
| Sardo                      | Manuèli                                                                                           |
| Serbio                     | Емануил (Emanuil)                                                                                 |
| Sueco                      | Emanuel                                                                                           |
| Tailandés                  | อิมมานูเอล (Immānū'el)                                                                              |
| Tamashek                   | Imanuwil                                                                                          |
| Tamil                      | இம்மானுவேல் (Im'māṉuvēl)                                                                               |
| Tibetano                   | ཨེམ༌མ༌ནུ༌ཨེལ༌ (Immānuēl)                                                                             |
| Tongano                    | ‘Imānuela                                                                                         |
| Urdu                       | عمانوئیل (Emmānuīl)                                                                               |
| Vietnamita                 | Em-ma-nu-ên                                                                                       |
| Xhosa                      | Imanuweli                                                                                         |
| Yidis                      | עמנואל (Immanuel)                                                                                 |
| Yoruba                     | Èmánúẹ́lì                                                                                          |
| Zapoteco                   | Emanuel                                                                                           |

## Personajes célebres

### Santos
- San Manuel, obispo de Adrianópolis, martirizado en 818.
- San Manuel, obispo de Málaga, martirizado en 619.
- San Manuel Ruiz, franciscano vasco, superior de su congregación en Damasco, asesinado por los turcos en 1860.
- Beato Manuel Domingo y Sol, sacerdote tortosino, fundador de la Hermandad de Sacerdotes Operarios Diocesanos.
- Venerable Manuel Lozano Garrido, periodista laico de Linares (Jaén).
- San Manuel González García (Sevilla, 1877 - Madrid, 1940), fundador de las Escuelas del Sagrado Corazón de Huelva y obispo titular de Olympus, de Málaga y de Palencia.

### Reyes
| Imperio bizantino | Manuel I Comneno Manuel II Paleólogo       |
| Italia            | Víctor Manuel II Víctor Manuel III         |
| Portugal          | Manuel I de Portugal Manuel II de Portugal |
| Saboya            | Manuel Filiberto de Saboya                 |

### Otras personalidades
- Manuel García Rulfo, actor mexicano-estadounidense, conocido mundialmente por su personaje de Narciso Menéndez en la serie original de Netflix, From Dusk till Dawn: The Series y por interpretar a Mickey Haller en la serie original de Netflix, The Lincoln Lawyer.
- Lin-Manuel Miranda, compositor, letrista, actor, cantante, dramaturgo y productor de teatro estadounidense, conocido por ser autor y protagonista de los musicales de Broadway, In the Heights y Hamilton.
- Manuel de Amat y Junyent, militar y administrador colonial español.
- Manuel Enrique Araujo, político salvadoreño y presidente de El Salvador entre los años 1911 y 1913.
- Manuel Ángel Redondo, locutor y comediante venezolano.
- Manuel Turizo, cantante y compositor colombiano.
- Manuel Azaña, presidente español (1936-1939).
- Manuel Laureano Rodríguez Sánchez, famoso torero español, más conocido como Manolete.
- Manuel Baquedano, general chileno y héroe de la guerra del Pacífico.
- Manuel Belgrano, abogado, economista, político y militar argentino.
- Manuel Blanco Encalada, presidente chileno (1826).
- Manuel Bretón de los Herreros, dramaturgo, poeta y periodista español.
- Manuel Bulnes, presidente chileno (1841-1851).
- Manuel Caballero, historiador, periodista y escritor venezolano.
- Manuel Campo Vidal, periodista español.
- Manuel Carrasco, cantante español.
- Manuel Carreño, periodista español de radio y televisión.
- Manuel Chao, más conocido como Manu Chao, es un cantautor francés de origen español.
- Manuel Cristopher Figuera, militar venezolano.
- Manuel Dorrego, militar y político argentino.
- Manuel de Falla, músico español.
- Manuel Elkin Patarroyo, inmunólogo colombiano responsable del desarrollo de una vacuna sintética contra la malaria (inactiva/descontinuada)
- Manolo Escobar, cantante y actor español.
- Manuel Fraga Iribarne, político español.
- Manel Fuentes, Presentador y humorista español.
- Manolo García, músico español.
- Manuel Godoy, noble y político español.
- Manuel Gómez-Moreno, arqueólogo e historiador español.
- Manuel Herrera, militar venezolano.
- Manuel Leguineche, periodista español (1941-2014).
- Manuel Locatelli, futbolista italiano.
- Manuel López Farfán, músico y compositor español
- Manuel Machado, poeta español.
- Emmanuel Macron, presidente de la Francia.
- Immanuel Kant, científico y filósofo alemán, gran precursor de la filosofía moderna.
- Manuel Marín, político español.
- Manuel Marulanda, comandante y miembro fundador de la guerrilla de las FARC.
- Manuel Modesto Gallegos, militar y político
- Manuel Montt, presidente chileno (1851-1861).
- Manuel Moya, escritor español (1960).
- Manuel Neuer, futbolista alemán (1986).
- Manuel Núñez Gil, político venezolano.
- Manuel Antonio Noriega, militar panameño y gobernante de facto del país entre 1983 hasta 1989.
- Manuel A. Odría, presidente del Perú (1948-1956).
- Manuel Oribe, militar y político, segundo presidente constitucional del Uruguay entre 1835 y 1838 y fundador el Partido Blanco o Nacional.
- Manuel Pardo y Lavalle, político peruano que ocupó la Presidencia del Perú en el período constitucional de 1872 hasta 1876.
- Manuel Pavía, militar español.
- Manuel Pellegrini, entrenador y exfutbolista chileno (1953).
- Manuel Peña Garcés, entrenador de baloncesto español.
- Manuel Piar, militar venezolano, prócer de la independencia de Venezuela (1774-1817).
- Manuel Portela, político español, presidente del gobierno durante la Segunda República Española.
- Manuel Prado Ugarteche, político peruano, que ocupó la Presidencia del Perú en dos ocasiones, desde el 8 de diciembre de 1939 hasta el 28 de julio de 1945 y desde el 28 de julio de 1956 al 18 de julio de 1962.
- Manuel Luis Quezón, presidente de la Mancomunidad de Filipinas.
- Manuel Rivera-Ortiz, fotógrafo estadounidense.
- Manuel Rodríguez Erdoíza, patriota chileno.
- Manuel Sánchez, conocido como Manu Sánchez, periodista deportivo español.
- Manuel de Salas, patriota chileno.
- Manuel de Sarratea, diplomático, político y militar argentino.
- Manuel Trucco, vicepresidente chileno (1931).
- Manuel Trujillo Durán, fotógrafo, cineasta y empresario venezolano.
- Manuel Urrutia Lleó, político cubano.
- Manuel Vázquez Montalbán, escritor español.
- Manuel Virgüez, militar y político colombiano.
- Manuel Vicent: escritor, periodista, articulista y galerista de arte español.